# Hichem Chaabane
Hichem Chaabane (em árabe: هشام شعبان; Blida, 10 de agosto de 1988) é um ciclista olímpico argelino. Chaabane representou seu país durante os Jogos Olímpicos de Verão de 2008, em Pequim.